# Pfarrhaus (Hainhofen)

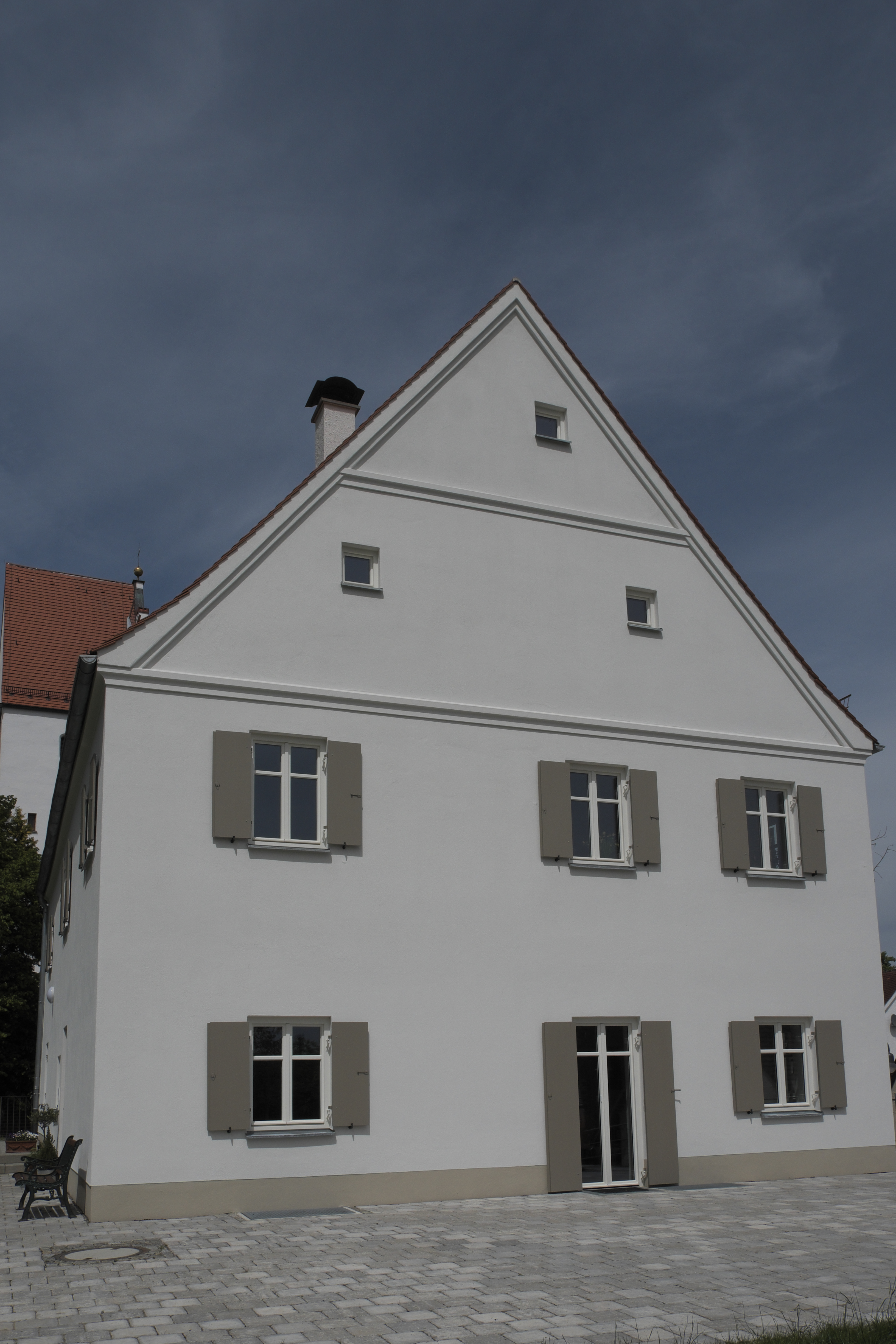
Ehemaliges Pfarrhaus in Hainhofen

Das Pfarrhaus in Hainhofen, einem Gemeindeteil von Neusäß im Landkreis Augsburg im bayerischen Regierungsbezirk Schwaben, wurde in der ersten Hälfte des 18. Jahrhunderts erbaut. Das ehemalige Pfarrhaus Am Kirchberg 10, südlich der Pfarrkirche St. Stephanus, ist ein geschütztes Baudenkmal.
Der zweigeschossige Satteldachbau mit Giebelgesimsen an der Südseite wurde in der ersten Hälfte des 18. Jahrhunderts erbaut und später erneuert. Das Gebäude wurde in den 2010er Jahren umfassend renoviert.